# Арна (Енбекшиказахский район)
Арна (каз. Арна, до 2018 г. — Мелиоратор) — село в Енбекшиказахском районе Алматинской области Казахстана. Входит в состав Каратурыкского сельского округа. Код КАТО — 194057500.

## Население
В 1999 году население села составляло 278 человек (134 мужчины и 144 женщины). По данным переписи 2009 года, в селе проживало 209 человек (113 мужчин и 96 женщин).